# Марина Бабкова
Марина Бабкова (24 листопада 1969) — радянська стрибунка у воду.
Учасниця Олімпійських Ігор 1988 року. Бронзова медалістка Чемпіонату світу з водних видів спорту 1986 року.